# Hamilton Branch
Hamilton Branch es un lugar designado por el censo en el condado de Plumas en el estado estadounidense de California. En el año 2000 tenía una población de 587 habitantes y una densidad poblacional de 209 personas por km².

## Geografía
Hamilton Branch se encuentra ubicado en las coordenadas 40°16′26″N 121°5′45″O / 40.27389, -121.09583. Según la Oficina del Censo, la ciudad tiene un área total de 2,8 km² (1,1 mi²), de la cual 2,8 km² (1,1 mi²) es tierra y 0 km² (0 mi²) (0%) es agua.

## Demografía
Según la Oficina del Censo en 2000 los ingresos medios por hogar en la localidad eran de $49,083, y los ingresos medios por familia eran $49,917. Los hombres tenían unos ingresos medios de $50,057 frente a los $31,000 para las mujeres. La renta per cápita para la localidad era de $23,051. Alrededor del 16.4% de la población estaban por debajo del umbral de pobreza.